# Nordlysprisen
Nordlysprisen is een cultuurprijs die ieder jaar sinds 1989 wordt uitgereikt door de Noorse krant Nordlys tijdens het Nordlysfestivalen in Tromsø. De prijs wordt toegekend aan een uitvoerend musicus of componist, die uitblonk en een hoog artistiek niveau heeft getoond en daarmee heeft bijgedragen aan het muzikale leven in de regio Noord-Noorwegen. In 2013 was de prijs een geldbedrag van 50.000 Noorse kronen (ong. 5250 Euro,koers in 2016).

## Prijswinnaars
- 1989 Håkon Stødle
- 1990 Paul Wåhlberg
- 1991 Tori Stødle
- 1992 Tove Karoline Knutsen
- 1993 Arne Dagsvik
- 1994 Mari Boine
- 1995 Bjørn Andor Drage
- 1996 Bjarte Engeset
- 1997 Arne Bjørhei
- 1998 Henning Gravrok
- 1999 Geir Jensen
- 2000 Arvid Engegård
- 2001 Malfred Hanssen
- 2002 Knut Erik Sundquist
- 2003 Ingor Ánte Áilo Gaup
- 2004 Ola Bremnes
- 2005 Susanne Lundeng
- 2006 Jan Gunnar Hoff
- 2007 Anneli Drecker
- 2008 Ragnar Rasmussen
- 2009 Marianne Beate Kielland
- 2010 Bodvar Moe
- 2011 Marit Sandvik
- 2012 Inga Juuso
- 2013 Nils Anders Mortensen